# Amphikaia
Koordinaten: 38° 38′ 16″ N, 22° 35′ 21″ O
Amphikaia (altgriechisch Ἀμφίκαια) war eine antike griechische Stadt im östlichen Phokis am Parnass, am Südrand des mittleren Kephisostales. Siedlungsspuren sind seit der spätmykenischen Zeit belegt. Beim Persereinfall 480 v. Chr. und 346 v. Chr. im Dritten Heiligen Krieg wurde die Stadt zerstört und danach als Amphikleia (Ἀμφίκλεια) wieder aufgebaut.
Nach Pausanias sei der Name der Stadt ursprünglich Ophiteia gewesen. Er berichtet in Zusammenhang mit diesem von „Schlange“ (ophis) abgeleiteten Namen folgende Legende: Ein Häuptling, der befürchtete, dass sein Sohn von Mord bedroht sei, steckte ihn in einen Korb und verbarg diesen in der Wildnis. Als ein Wolf den Säugling zu fressen versuchte, ringelte sich eine Schlange um den Korb und schützte das Kind. Als der Vater zurückkam, hielt er die Schlange für einen Angreifer, warf seinen Speer und tötete beide, die Schlange und seinen Sohn. Von Hirten über den wahren Sachverhalt aufgeklärt, errichtete er einen gemeinsamen Scheiterhaufen für Schlange und Kind.
In Amphikleia befand sich ein Orakelheiligtum des Dionysos. Es sei aber nach Pausanias kein Bildwerk dort zu sehen und kein Schrein zu besichtigen, die Kultfeiern allerdings seien sehenswert. Dionysos wirke dort als ein Heilgott, der durch Träume heilt, die durch einen Priester des Gottes gedeutet werden.
In byzantinischer Zeit ist ein Wachposten am Kephisos belegt. Im Mittelalter hieß die Stadt Dadi bzw. Dadion, heute wieder Amphikleia.